# トルコリラ
トルコリラは、以下のものを指す。
1. 1844年から1923年まで発行され、1927年末まで流通していた、オスマン帝国の旧通貨。→オスマン・リラ（トルコ語版）
2. 1923年から2004年まで発行され、2005年末まで流通していた、トルコ共和国の旧通貨。
3. 2005年から2008年末まで発行されていた、トルコ共和国の旧通貨。→新トルコリラ
4. 2009年1月をもって新トルコリラから改名された、トルコ共和国の現行通貨。

## 現行通貨

2012年発表の通貨記号

トルコリラはトルコ共和国の通貨。通貨コードはTRY。トルコ語では Türk Lirası（テュルク・リラス）という。略称はTL。トルコ共和国中央銀行 (Türkiye Cumhuriyet Merkez Bankası) が発行。補助単位はクルシュで、1トルコリラ=100クルシュ (kuruş) である。
2009年1月1日に、"E-9 Emission Group"が発行され、名称が再び「トルコリラ (TL)」に戻された。2005年 - 2009年に使用されていた「YTL」（新トルコリラ）および補助通貨「Ykr」（新クルシュ）から、それぞれ「Y」（新）を削除した。
2005年中に旧トルコリラと新トルコリラを併用したのと同様に、2009年中は、新トルコリラとトルコリラを併用していたが、1年間の経過措置を経た2010年1月1日からは「TL」（トルコリラ）および「Kr」（クルシュ）のみが使用される。
ただし、これは旧トルコリラの復活ではなく新トルコリラの改称であると考えるべきである。
"E-9 Emission Group"紙幣は、200リラの新規発行を含む。表面には引き続き、トルコ共和国初代大統領のムスタファ・ケマル・アタテュルクの肖像がすべての券種に採用されているが、裏面には券種ごとに別々の、アタテュルク以外の人物の肖像が採用された。
2012年3月に、トルコリラを表す新たな通貨記号がトルコ共和国中央銀行から発表された。

### 2018年暴落
2018年8月に入ってドルやユーロや円などの主要通貨に対する為替レートが暴落。一時1リラ16円まで下がった。

### 暴落以降
2022年にはトルコ中央銀行の利下げを受け年初から29%下落12月23日には対ドルで18.7リラを付け最安値を更新した。同日には1ドルが約132.7円であるため1リラ7.1円弱となっている。

### 現行紙幣
"E-9 Emission Group"紙幣として、5・10・20・50・100・200リラの6種の額面の紙幣が流通している。
| Emission 9 紙幣 | Emission 9 紙幣 | Emission 9 紙幣 | Emission 9 紙幣 | Emission 9 紙幣 | Emission 9 紙幣                  | Emission 9 紙幣                                                                                                  | Emission 9 紙幣 |
| 画像            | 画像            | 価値            | サイズ          | 色              | 描写                             | 描写 | 描写            |
| 表              | 裏              | 価値            | サイズ          | 色              | 表                               | 裏 |                 |
| --------------- | --------------- | --------------- | --------------- | --------------- | -------------------------------- | --- | --------------- |
|                 |                 | 5 リラ          | 64 × 130 mm     | 褐              | ムスタファ・ケマル・アタテュルク | アイドゥン・サユル (Aydın Sayılı)、太陽系の図、原子、DNA、古代洞窟                                               |                 |
|                 |                 | 10 リラ         | 64 × 136 mm     | 赤              | ムスタファ・ケマル・アタテュルク | ジャヒト・アルフ (Cahit Arf)、Arf不変量、等差級数、そろばん、二進法                                              |                 |
|                 |                 | 20 リラ         | 68 × 142 mm     | 緑              | ムスタファ・ケマル・アタテュルク | 建築家ケマレッディン、Gazi大学本館、水道、循環のモチーフと建築を象徴する立方体・球・円柱                         |                 |
|                 |                 | 50 リラ         | 68 × 148 mm     | 橙              | ムスタファ・ケマル・アタテュルク | ファトマ・アリイェ (Fatma Aliye Topuz)、花、文学の図                                                             |                 |
|                 |                 | 100 リラ        | 72 × 154 mm     | 青              | ムスタファ・ケマル・アタテュルク | ブフリザデ・ウトリ (Buhurizade Itri)、音符、楽器とメヴレヴィー教団の図                                           |                 |
|                 |                 | 200 リラ        | 72 × 160 mm     | 紫              | ムスタファ・ケマル・アタテュルク | ユヌス・エムレ (Yunus Emre)、ユヌスの霊廟、薔薇、鳩、詩の1行 "Sevelim, sevilelim" (Let us love, let us be loved) |                 |

### 現行硬貨
通常硬貨としては、1・5・10・25・50クルシュと1リラの6種の額面があり、現在のバージョンは2009年に発行開始されたもので、材質は1クルシュが銅と亜鉛の合金、5・10・25クルシュが銅・ニッケル・亜鉛の合金、50クルシュと1リラはバイメタル貨（これも銅・ニッケル・亜鉛の合金だが、組成（比率）の違いにより、50クルシュは外周銀色内側金色、1リラは外周金色内側銀色）となっている。ただし近年のインフレにより、2024年現在、日常的に用いられているのは50クルシュと1リラの2種類のみとなっており、25クルシュ以下は一般にはほとんど使用されなくなっている。また、2023年10月には、トルコ共和国100周年の記念硬貨として、バイメタル貨の5リラ硬貨が発行された。

## 旧通貨
2005年末まで流通していたトルコリラはトルコの旧通貨。
補助単位はクルシュで、1トルコリラ=100クルシュ (kuruş) である。ただし、2005年の新通貨発行以前のトルコリラはインフレーションが進み、クルシュ単位の貨幣は通用していなかった。
クルシュはオスマン帝国時代に用いられていた銀貨の単位で、リラは19世紀後半に行われたデノミネーションの際、クルシュにかわる新しい通貨単位としてイタリア語から取り入れられたものである。オスマン帝国時代のリラは金本位制をとっており、オスマン帝国時代は、外国資本によって経営されるオスマン帝国銀行が発行していた。第一次世界大戦時に金本位制を廃止し、1920年代のトルコ共和国草創期にリラとクルシュによる貨幣体系が整備された。
2004年の時点では、25万TL・50万TL・100万TL・500万TL・1000万TL・2000万TLの紙幣と5万TL・10万TL・25万TLの硬貨が発行されていた。紙幣の肖像、および硬貨の刻印はすべてトルコ共和国の初代大統領ムスタファ・ケマル・アタテュルクの肖像となっており、それぞれの紙幣は色違いで視覚的に区別できるようになっていた。
2005年1月1日より、100万トルコリラを1新トルコリラ (Yeni Türk Lirası, YTL) とする新通貨が発行され、実質的なデノミネーションが行われた。これにともない1新トルコリラ=100新クルシュ (Yeni kuruş:YKr) となり、小額通貨単位が復活した。2005年中は新トルコリラと旧トルコリラは併用されたが、2006年から新トルコリラに統一された。デノミ前の通貨 (E-7) は、2006年1月1日より回収が始まり、2016年1月1日に失効する。

### レート
各年年末の1米ドルあたりの交換レートは以下の通り。
| 年     | レート       | 備考  |
| ------ | ------------ | ----- |
| 1974年 | 13.85        |       |
| 1975年 | 15.00        |       |
| 1976年 | 16.50        |       |
| 1977年 | 19.25        |       |
| 1978年 | 25.00        |       |
| 1979年 | 35.00        |       |
| 1980年 | 89.25        |       |
| 1981年 | 132.30       |       |
| 1982年 | 184.90       |       |
| 1983年 | 280.00       |       |
| 1984年 | 442.50       |       |
| 1985年 | 574.00       |       |
| 1986年 | 755.90       |       |
| 1987年 | 1,018.35     |       |
| 1988年 | 1,813.82     |       |
| 1989年 | 2,311.37     |       |
| 1990年 | 2,993.00     |       |
| 1991年 | 5,082.71     |       |
| 1992年 | 8,547.29     |       |
| 1993年 | 14,494.41    |       |
| 1994年 | 38,410.80    |       |
| 1995年 | 59,322.00    |       |
| 1996年 | 107,182.00   |       |
| 1997年 | 204,860.00   |       |
| 1998年 | 313,500.00   |       |
| 1999年 | 540,098.00   |       |
| 2000年 | 642,840.00   |       |
| 2001年 | 1,180,000.00 |       |
| 2002年 | 1,576,711.00 |       |
| 2003年 | 1,410,000.00 |       |
| 2004年 | 1,511,631.00 | 8月末 |

## 記号の符号位置
現行の記号は2012年に Unicode 6.2 にて収録された。
| 記号 | Unicode | JIS X 0213 | 文字参照         | 名称           |
| ---- | ------- | ---------- | ---------------- | -------------- |
| ₺    | U+20BA  | ‐          | &#x20BA; &#8378; | トルコリラ記号 |

## 為替レート
| Google Finance:      | AUD CAD CHF CNY EUR GBP HKD JPY （/円） USD |
| Yahoo! Finance:      | AUD CAD CHF CNY EUR GBP HKD JPY （/円） USD |
| Yahoo! ファイナンス: | AUD CAD CHF CNY EUR GBP HKD JPY （/円） USD |
| XE:                  | AUD CAD CHF CNY EUR GBP HKD JPY （/円） USD |
| OANDA:               | AUD CAD CHF CNY EUR GBP HKD JPY （/円） USD |